# Epaena candida
Epaena candida är en fjärilsart som beskrevs av Paul E. Whalley 1971. Epaena candida ingår i släktet Epaena och familjen Thyrididae. Inga underarter finns listade i Catalogue of Life.